# 漢博學院
漢博學院（Humber Polytechnic）是加拿大安大略省多伦多的一所公立应用艺术与技术学院。漢博學院成立于1967年，主要有兩个校区：汉伯北校区（Humber North campus）和湖滨校区（Lakeshore campus）。